# Rüdiger Kabst
Rüdiger Kabst (* 1966 in Bielefeld) ist ein deutscher Professor und Betriebswirtschaftler und seit 2012 Lehrstuhlinhaber für International Business in der Fakultät für Wirtschaftswissenschaften der Universität Paderborn.

## Leben
Kabst wurde 1966 in Bielefeld geboren. Von 2004 bis 2012 war er Lehrstuhlinhaber an der Justus-Liebig-Universität Gießen. Darüber hinaus ist Rüdiger Kabst Mitglied des Vorstandes der InnovationsAllianz der NRW Hochschulen, welche zum Ziel hat, die Forschungskapazitäten der Hochschulen effektiver zu nutzen und in Kooperationen innerhalb der Wissenschaft sowie mit Unternehmen, kommunalen Einrichtungen und Verbänden die Entwicklung neuer bzw. die Optimierung bestehender Technologien, Produkte und Anwendungen zu fördern. Als deutscher Repräsentant vertritt er das Cranfield Network on International Strategic Human Resource Management (Cranet). Vor seiner Berufung an die Universität Paderborn war Rüdiger Kabst von 2004 bis 2012 Professor für Personalmanagement, Mittelstand und Entrepreneurship an der Justus-Liebig-Universität Gießen. Forschungsaufenthalte führten ihn 1996 an die University of Illinois/Urbana-Champaign, 2001 an die University of California/Berkeley und 2006 an die EWHA University/Seoul. 2012 wurde er an die Universität Paderborn als Lehrstuhlinhaber für International Business in der Fakultät für Wirtschaftswissenschaften berufen.
Seine Forschungsinteressen beinhalten das international komparative Personalmanagement, Herausforderungen der Unternehmensführung an der Schnittstelle zwischen Effizienz, Mehrwert und Nachhaltigkeit (bspw. HR Business Partner, Employer Branding, eHRM, Outsourcing, Downsizing, Interim-Management, Arbeitszeit- und Arbeitsvertragsflexibilisierung, Demografie, Diversity), eGovernment und ePartizipation, Internationalisierung mittelständischer Unternehmen und insbesondere junger Technologie-Unternehmen, Entrepreneurship sowie internationale Kooperations- und Marktbearbeitungsformen.
Kabst ist Aufsichtsratsvorsitzender der  Unternehmensberatung HRpepper. Außerdem ist er Förderprofessor der Geschäftsstelle Paderborn des Vereins MTP - Marketing zwischen Theorie und Praxis.

## Akademische Ausbildung
Nach dem Abschluss Diplom-Kaufmann im Jahr 1994 assistierte Kabst zunächst dem Rektor der Universität zu Paderborn, im Jahr 1999 folgte dann die Promotion. Seine Venia Legendi erwarb er im Jahr 2003 ebenda.

## Veröffentlichungen (Auswahl)
- Wolfgang Weber; Rüdiger Kabst: Einführung in die Betriebswirtschaftslehre, Wiesbaden : Gabler, 2012, ISBN 978-3-8349-1994-6
- Internationalisierung mittelständischer Unternehmen, München ; Mering : Hampp, 2004, ISBN 3-87988-844-2